# Пхеньянский метрополитен
Пхеньянский метрополитен (кор. 평양 지하철도) — система линий метрополитена в столице КНДР — городе Пхеньяне.

## История
Строительство Пхеньянского метрополитена началось в 1965 году. Во время проходки тоннеля под рекой Тэдонган произошла крупная авария, где предполагается гибель более 100 рабочих. Эта часть трассы так никогда и не была пущена, ныне вся сеть расположена на правом, западном берегу реки.
9 сентября 1973 года первая очередь метрополитена была открыта и введена в эксплуатацию, став первым метро на Корейском полуострове.
Станция «Кванмён», расположенная близ мавзолея Ким Ир Сена, после сооружения мавзолея была закрыта.

## Современное состояние
Имеются 2 линии общей длиной 22,5 км. Одна из самых глубоких систем метрополитена в мире (глубина 100—120 метров), что делает возможным использование метро в качестве убежища. Особенностью пхеньянского метрополитена является освещение наклонного хода станций не люстрами или вертикальными светильниками, а светящимися частями балюстрады.
Эскалаторы, установленные на станциях Пхеньянского метрополитена, изготовлены в Китае.
Подавляющее большинство станций носят названия, никак не привязанные к местности. Названия связаны с тематикой северокорейской революции. Многие станции оформлены со значительной роскошью, с использованием мрамора, барельефов, мозаик в духе социалистического реализма, нестандартного освещения, в стиле сталинских станций московского метро 1935—1953 годов или первой очереди петербургского метро 1955 года. Некоторые станции, например односводчатая «Кэсон», оформлены более сдержанно.

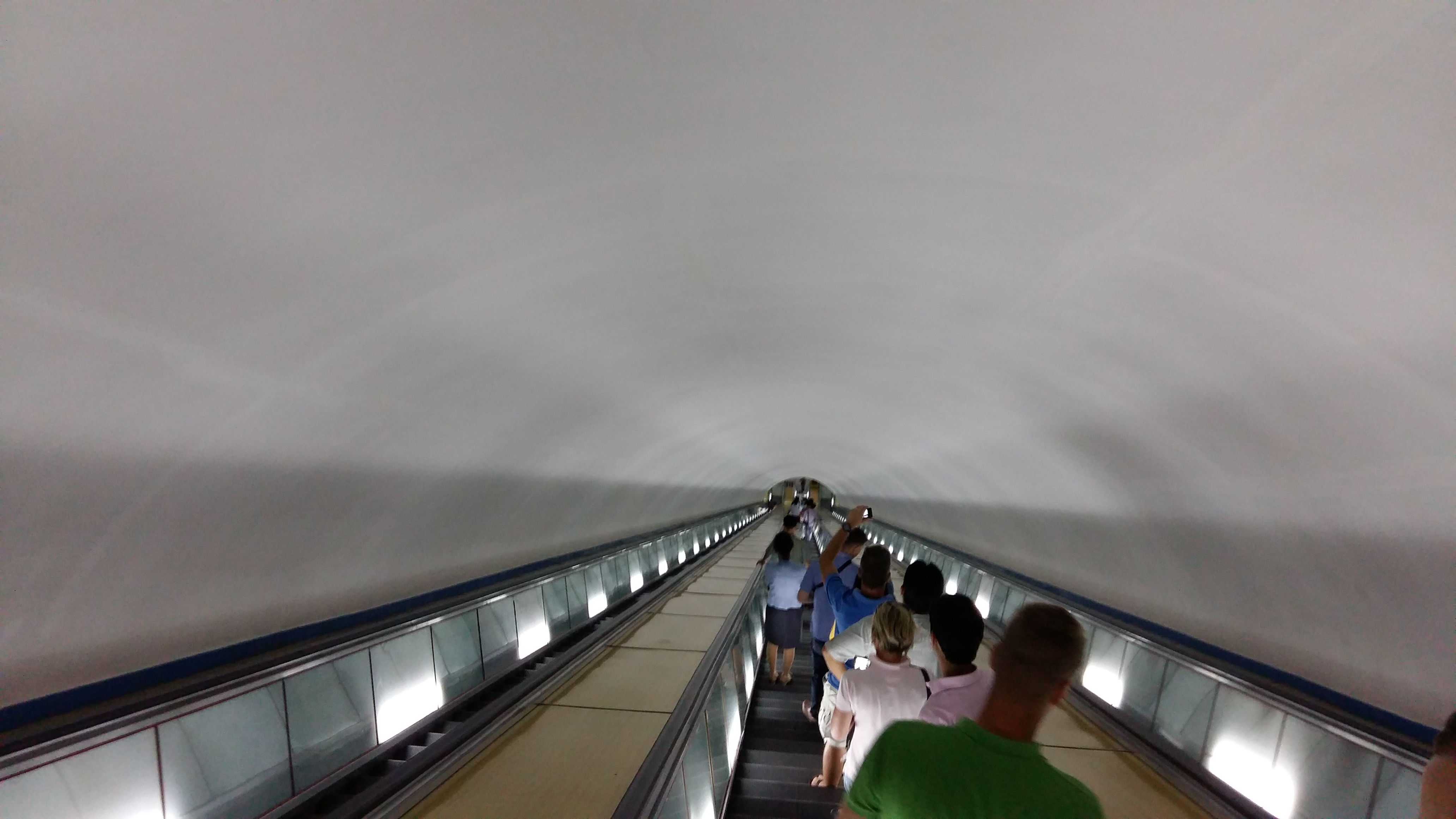
Эскалатор на станции пхеньянского метро

В отличие от советских метрополитенов, мозаики украшают также путевые стены. Сюжеты их связаны с революцией, народным строительством и личностями вождей.

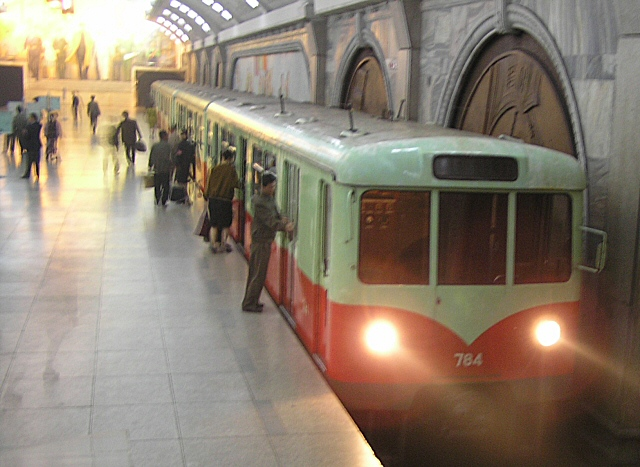
Поезд из западно-берлинских вагонов серии D на станции «Пухын»

До 2010 года иностранным туристам можно было посетить только две станции метро — «Йонгван» и «Пухын», их посещение входило в стандартную экскурсионную программу в Пхеньяне. С 2010 года количество станций, доступных иностранцам, увеличилось до шести, с 2014 года зарубежным туристам стали доступны все станции пхеньянского метро.

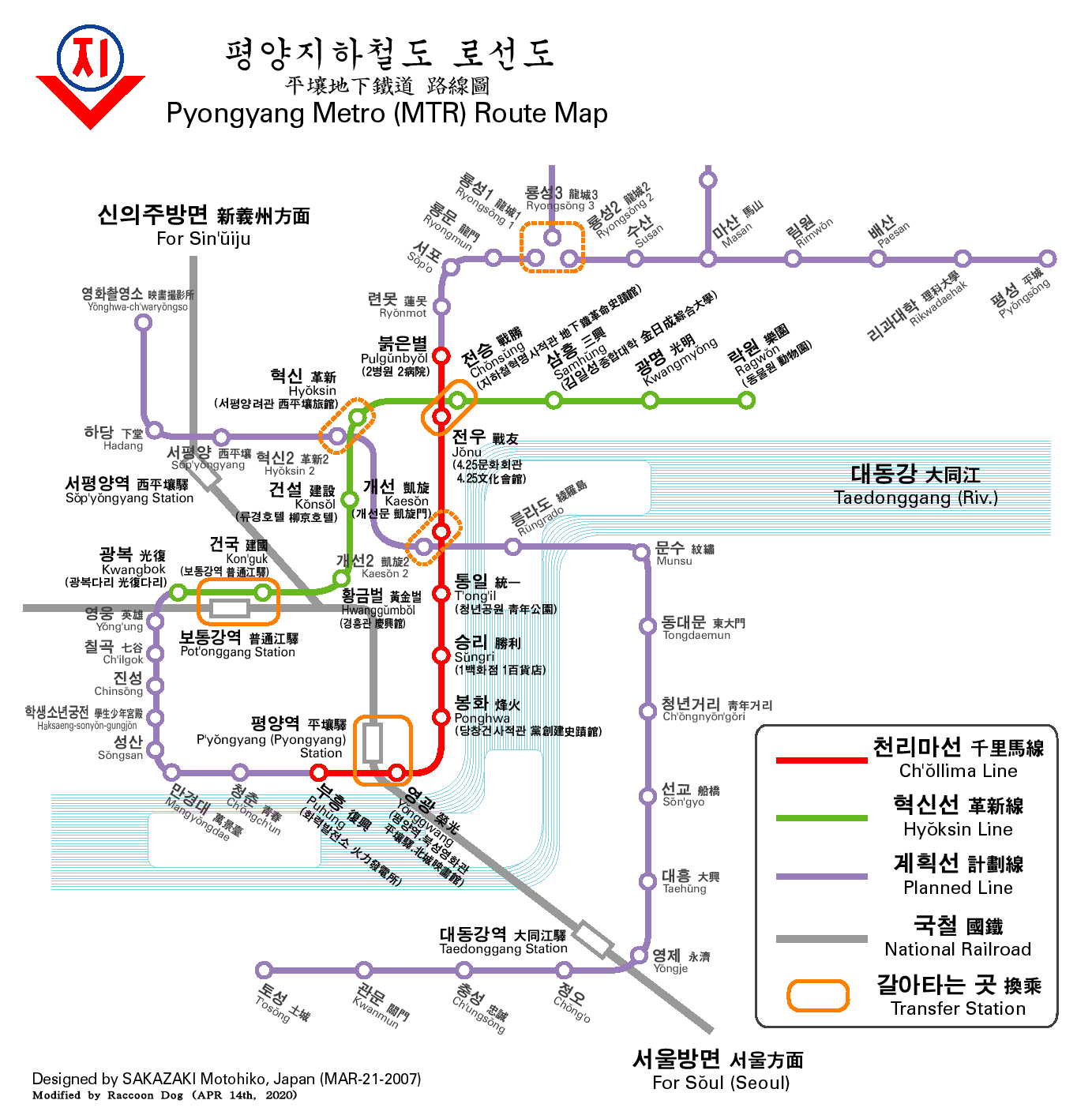
Официальный план развития Пхеньянского метрополитена на корейском и английском языках

## Подвижной состав

### Типы вагонов

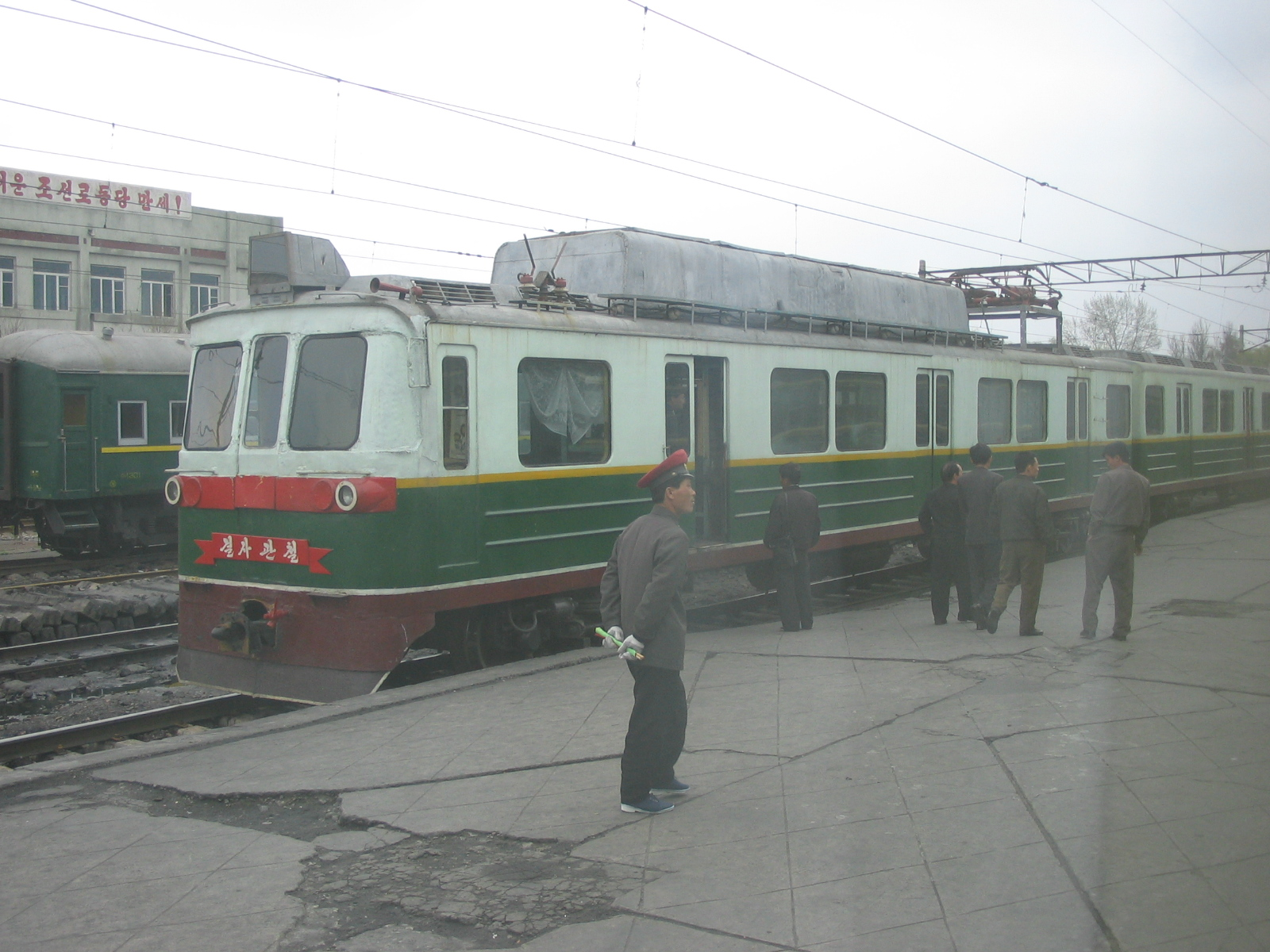
Вагоны DK4 пхеньянского метро, переоборудованные в пригородные электропоезда

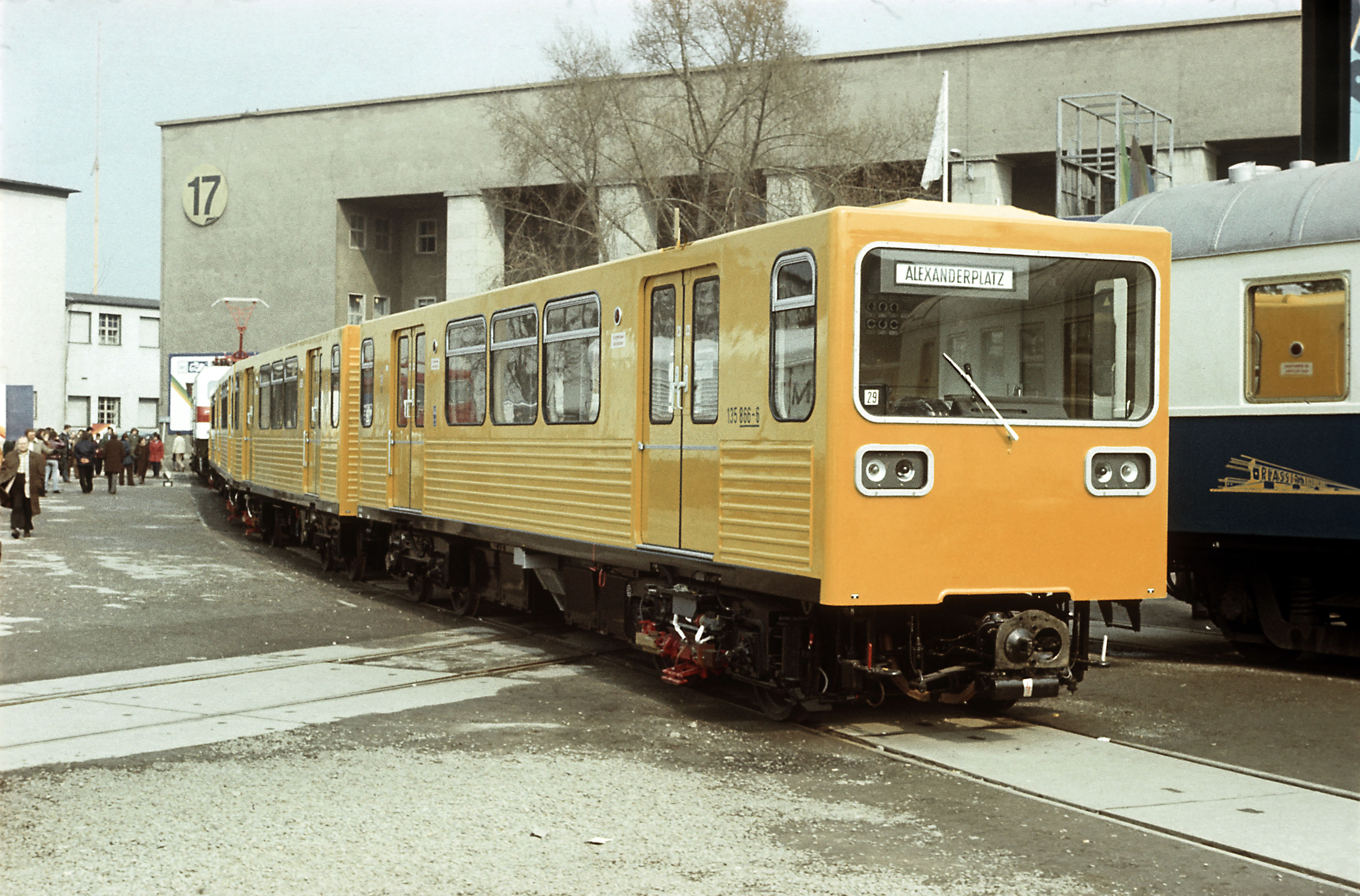
Восточно-берлинские вагоны серии G

Изначально линии обслуживались только вагонами DK4 китайского производства, выпущенными компанией Changchun Car Company в 1972—1973 годах специально для Пхеньянского метрополитена.
В 1998 году некоторые вагоны DK4 были сняты с эксплуатации. Часть снятых с эксплуатации вагонов была отправлена обратно в Китай для временной эксплуатации на новой, 13-й линии Пекинского метрополитена, некоторые вагоны были переоборудованы в пригородные электропоезда, часть вагонов осталась в резерве. Вместо снятых с эксплуатации китайских вагонов DK4 в 1996—1997 была закуплена партия восточногерманских вагонов типа Gi, выпущенных в 1978—1982 годах.
В 2001 году вагоны типа Gi были сняты с эксплуатации по причине их небольшой вместительности, вместо них в 1998—1999 годах закупались вагоны серии D производства ФРГ, выпущенные в 1957—1965 годах.
В настоящее время в метрополитене работают в основном вагоны серии D. Оставшиеся вагоны типа DK4 используются редко.
В конце 2015 года поступил и в январе 2016 года введён в эксплуатацию состав (вагоны и поезд) северокорейского производства.

## Оплата проезда

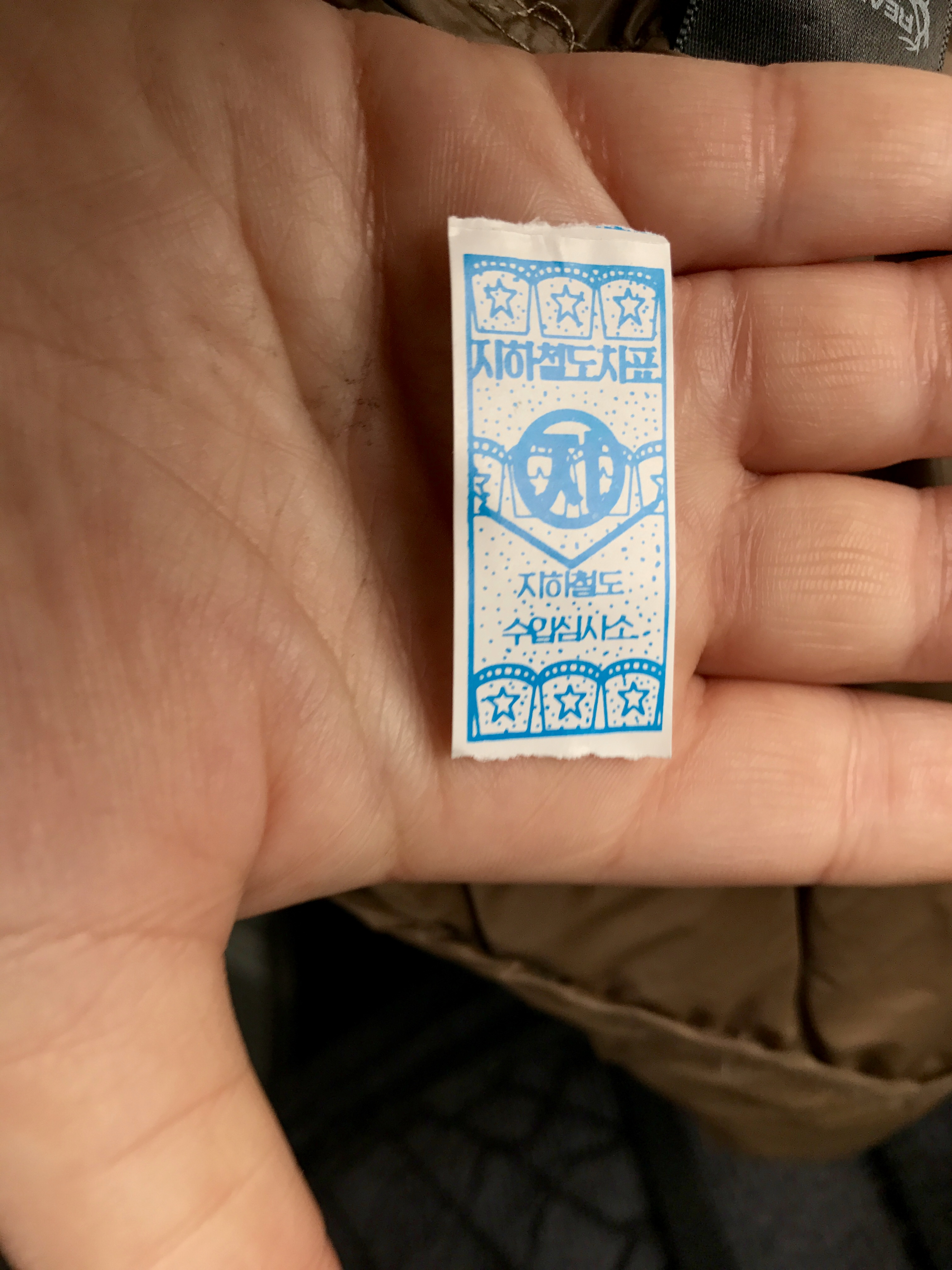
Билет за проезд в Пхеньянском метрополитене

Пхеньянское метро — самое дешёвое в мире, проезд стоит всего 5 северокорейских вон, то есть около 0,005 $. Для оплаты проезда используются жетоны и магнитные билеты со штрих-кодами. На всех станциях установлены турникеты китайского производства.

## Музей, посвященный метрополитену
Пхеньянский метрополитен имеет свой собственный музей, расположенный недалеко от станции «Чонсын», в котором представлена обширная экспозиция об истории Пхеньянского метрополитена, а также макет пульта управления первым участком метро. Большой вклад в экспозицию был внесён Ким Ир Сеном.

## Линии метро и станции

### Линия Чхоллима (1)
Линия Чхоллима обслуживает электродепо «Пульгынбёль» с 1973 года. Линия обслуживается 4-вагонными составами из вагонов серий D и DK4.

### Список станций на линии Чхоллима и их названий на русском языке
- «Пульгынбёль» (Красная Звезда) – конечная станция, построена в 1973 году;
- «Чону» (Товарищ) – пересадочная станция, открыта в 1973 году;
- «Кэсон» (Триумфальное возвращение);
- «Моранбон»;
- «Сынни» (Победа);
- «Понхва» (Путеводный Огонь);
- «Ёнгван» (Слава);
- «Пухын» (Возрождение) — конечная станция, построена в 1987 году[6].

### Линия Хёксин (2)
Линия Хёксин обслуживает электродепо «Кванбок» с 1985 года. Обслуживается 4-вагонными составами из вагонов серии D и DK4.

### Список станций на линии Хёксин и их названий на русском языке
- «Нагвон» (Рай) – конечная станция, построенная в 1975 году;
- «Кванмён» (Яркость) – закрытая станция.
- «Самхын» (Три начала);
- «Чонсын» (Триумф) – пересадочная станция. Открыта в 1975 году;
- «Хёксин» (Обновление);
- «Консоль» (Строительство) — единственная станция с боковыми платформами;
- «Хвангымболь» (Золотые поля);
- «Конгук» (Основание нации);
- «Кванбок» (Возрождение) — конечная станция, построена в 1985 году[6].

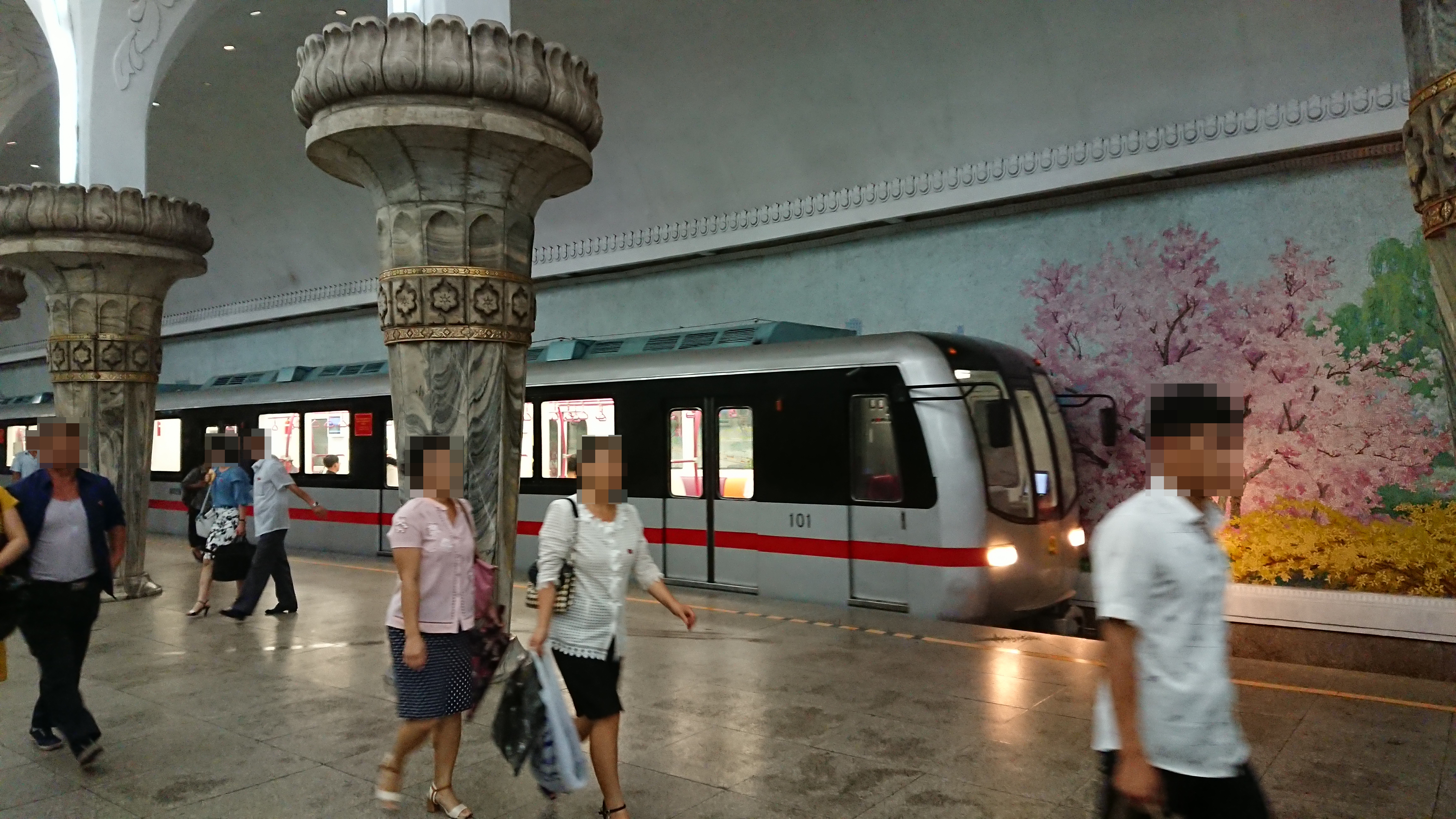
Новый поезд на станции Ёнгван

## Перспективы
- В краткосрочные планы развития Пхеньянского метрополитена входило строительство третьей линии и пусковых участков «Пульгынбёль» — «Сопхо», «Пухын» — «Мангёндэ» и «Кванбок» — «Чхильгок». Строительные работы были начаты в 1980-х, но из-за нехватки средств были вскоре заморожены. О перспективах возобновления строительства ничего не известно. В более отдалённой перспективе рассматривались планы продления линии Чхоллима от станции «Сопхо» в пригороды Пхеньяна, а также строительство линии в Пхёнсон.